# Andreas Malin
Andreas Malin (* 31. Januar 1994 in Feldkirch) ist ein liechtensteinisch-österreichischer Fussballspieler.

## Karriere

### Verein
Malin begann seine Karriere beim SC Göfis. 2008 kam er in die AKA Vorarlberg, in der er zuletzt im Juni 2012 spielte. Zur Saison 2012/13 wechselte er zum Regionalligisten FC Dornbirn 1913. Im Juli 2012 debütierte er in der Regionalliga, als er am ersten Spieltag jener Saison gegen den TSV St. Johann in der Startelf stand und in der 26. Minute durch Marco Düngler ersetzt wurde. Zu Saisonende hatte er 22 Regionalligaeinsätzen für Dornbirn zu Buche stehen.
Zur Saison 2013/14 wechselte er zum Ligakonkurrenten Schwarz-Weiß Bregenz. Für die Bregenzer kam er in jener Saison zu 23 Einsätzen in der Regionalliga West, in denen er wie schon in der Vorsaison ohne Treffer blieb. Zur Saison 2014/15 wechselte Malin nach Liechtenstein zum in der Schweizer 1. Liga spielenden USV Eschen-Mauren. Sein erstes Spiel für Eschen-Mauren absolvierte er im August 2014 gegen den FC Mendrisio-Stabio. Im Mai 2015 erzielte er bei einem 8:0-Sieg gegen den AC Taverne sein erstes Tor in der vierthöchsten Schweizer Spielklasse.
Nach zwei Jahren in Liechtenstein kehrte er zur Saison 2016/17 zu Dornbirn zurück. Im August 2016 erzielte er bei einem 1:1-Remis gegen den SC Schwaz schliesslich sein erstes Tor in der Regionalliga. Mit Dornbirn stieg er 2019 in die 2. Liga auf. Nach zwei Zweitligaspielzeiten bei Dornbirn, in denen er zu 33 Einsätzen kam, verliess Malin die „Rothosen“ nach der Saison 2020/21 nach fünf Jahren wieder und wechselte zum drittklassigen FC Rot-Weiß Rankweil.

### Nationalmannschaft
Malin debütierte im August 2013 gegen Kroatien für die liechtensteinische U-21-Auswahl. Insgesamt absolvierte er zwischen 2013 und 2016 17 Spiele für die U-21-Mannschaft von Liechtenstein.
Im Juni 2015 stand er gegen Moldawien erstmals im Kader der A-Nationalmannschaft. Im Juni 2016 gab er schliesslich sein Debüt in der A-Nationalmannschaft, als er in einem Testspiel gegen Island in der 80. Minute für Seyhan Yildiz eingewechselt wurde.